# Cementerio de esplendor
Cementerio de esplendor (Cemetery of Splendour en inglés) es una película de drama dirigida por Apichatpong Weerasethakul y estrenada en 2015. La película narra la vida de un ama de casa encargada de cuidar a un soldado con la enfermedad del sueño que tiene diversas alucinaciones.

## Argumento
La historia comienza en una pequeña localidad de Tailandia con la historia de unos soldados afectados por una extraña enfermedad que los hace dormir constantemente. El escenario principal es una escuela abandonada dirigida por una mujer llamada Jenjira y su esposo Frank, ambos encargados de cuidar a los soldados. Con el paso de la trama, Jenjira empieza a tener una relación con uno de los enfermos y esto va a desencadenar problemas entre el matrimonio.

## Reparto
- Jenjira Pongpas: Jenjira
- Banlop Lomnoi: Itt
- Jarinpattra Rueangram: Keng
- Petcharat Chaiburi: Enfermera Tet
- Tawatchai Buawat: El mediador
- Sujittraporn Wongsrikeaw: Diosa 1
- Bhttaratorn Senkraigul: Diosa 2
- Sakda Kaewbuadee: Teng
- Pongsadhorn Lertsukon: Director biblioteca
- Sasipim Piwansenee: Anfitriona
- Apinya Unphanlam: Cantante
- Richard Abramson: Richard Widner
- Kammanit Sansuklerd: Doctor
- Boonyarak Bodlakorn: Dr. Prasan
- Wacharee Nagvichien: Mujer del soldado

## Lanzamiento
La película fue calificada como no recomendada para menores de 12 años. Se estrenó en España el 8 de abril de 2016.

## Premios

### Festival de Cine de Sitges
| Año  | Categoría                     | Nominado/a            | Resultado |
| ---- | ----------------------------- | --------------------- | --------- |
| 2015 | Sección oficial largometrajes | Cemetery of Splendour | Nominada  |

### Festival de Cannes
| Año  | Categoría         | Nominado/a            | Resultado |
| ---- | ----------------- | --------------------- | --------- |
| 2015 | Un Certain Regard | Cemetery of Splendour | Nominada  |

## Recepción

### Crítica
Cemetery of Splendour no ha sido uno de los mejores trabajos del director Apichatpong Weerasethakul. A pesar de ello el director tailandés, uno de los cineastas más idiosincráticos del mundo, consigue construir preciosas imágenes de la vida de unos pacientes con una enfermedad rara en un hospital. Por otro lado, Weerasethakul intenta dar un mensaje político a través del filme, tratando sobre la empatía como un escape entre los problemas de memoria y las perplejidades del presente.
Para la revista Cinemanía, esta película es la más accesible del director ya que trata de temas cotidianos con grandes momentos cómicos.